# Trdnjava Amber
Trdnjava Amber ali trdnjava Amer je trdnjava v Amberju v Radžastanu v Indiji. Amber je mesto s površino 4 kvadratnih kilometrov, ki je 11 kilometrov oddaljena od Džaipurja, glavnega mesta Radžastana. Stoji visoko na hribu in je glavna turistična atrakcija Džaipurja. Trdnjava Abmer je znana po elementih umetniškega sloga. Trdnjava s svojim velikim obzidjem in nizom vrat ter tlakovanih poti gleda na jezero Maota, ki je glavni vir vode za palačo Abmer.
Palača Abmer je odličen primer radžputske arhitekture. Nekatere njene stavbe in dela imajo vpliv mogulske arhitekture. Privlačna, razkošna palača, zgrajena iz rdečega peščenjaka in marmorja, je razporejena na štirih ravneh, vsaka ima dvorišče. Sestavljajo jo Divan-e-Aam ali 'sprejemna dvorana za občinstvo', Divan-e-Khas ali 'dvorana zasebnega občinstva', Šeeš Mahal (zrcalna palača) ali Džai Mandir in Suk Nivas, kjer je hladno podnebje umetno ustvarjeno z vetrovi, ki pihajo čez vodni slap znotraj palače. Zato je trdnjava Abmer znana tudi kot palača Abmer. Palača je bila rezidenca radžputskih maharadž in njihovih družin. Na vhodu v palačo blizu Ganeševih vrat je v trdnjavi tempelj, posvečen Šili Devi, boginji kulta Čaitanja, ki je bila dana radži Man Singhu, ko je leta 1604 premagal radžo Džesoreja v Bengaliji. (Džesore je zdaj v Bangladešu). Radža Man Singh je imel 12 kraljic, zato je naredil 12 sob, eno za vsako kraljico. Vsaka soba je imela stopnišče, povezano s kraljevo sobo, vendar kraljice niso smele iti gor. Radža Jai Singh je imel samo eno kraljico, zato je zgradil eno sobo, enako trem starim kraljičinim sobam.
Ta palača je skupaj s trdnjavo Džaigarh neposredno zgoraj na Čeel ka Teela (Hrib orlov) istega pogorja Aravali. Palača in trdnjava Džaigarh veljata za en kompleks, saj sta povezani s podzemnim prehodom. Ta prehod je bil mišljen kot izhod v sili v času vojne, da bi se člani kraljeve družine in drugi v trdnjavi Abmer lahko premaknili v bolj osupljivo trdnjavo Džaigarh. Nadzornik Oddelka za arheologijo in muzeje je poročal o letnem turističnem obisku palače Abmer kot 5000 obiskovalcev na dan, z 1,4 milijona obiskovalcev v letu 2007. Na 37. zasedanju Odbora za svetovno dediščino leta 2013 v Phnom Penhu v Kambodži je bila trdnjava Abmer skupaj s petimi drugimi trdnjavami Radžastana vpisana za Unescov seznam svetovne dediščine kot del skupine Hill Forts of Radžastan.

## Etimologija
Abmer ali Amer izhaja iz templja Ambikešvar, zgrajenega na vrhu Čeel ka Teela. Ambikašvara je lokalno ime za boga Šivo. Vendar pa lokalno ljudsko izročilo nakazuje, da je trdnjava dobila ime po Ambi, boginji materi Durgi.

## Geografija
Palača Abmer stoji na gozdnatem hribu, ki štrli v jezero Maota blizu mesta Abmer, približno 11 kilometrov od mesta Džaipur, glavnega mesta Radžastana. Palača je v bližini nacionalne avtoceste 11C do Delhija. Ozka cesta za vozila s štirikolesnim pogonom vodi do vhodnih vrat, znanih kot Suradž Pol (Sončna vrata) trdnjave. Zdaj velja, da je za turiste veliko bolj etično, da se do trdnjave zapeljejo z džipi, namesto da bi jahali slone.

## Zgodovina

### Zgodnja zgodovina
Amber je bila država Meena, ki ji je vladal klan Susavat. Potem ko je Kakil Deo premagal Susavate, je Amber naredil za glavno mesto Dhundharja po Khohu. Kakil Deo je bil Dulherajev sin.
V zgodnjih časih je bila država Džaipur znana kot Amber ali Dhundhar in so jo nadzorovali poglavarji petih različnih plemen Meena. Bili so pod vrhovništvom Bargurdžar Radžput Radža iz Deotija. Kasneje je princ Kačvaha, Dulha Rai, uničil suverenost Meenasa in premagal tudi Bargurdžare iz Deolija ter prevzel Dhundhar v celoti pod vladavino Kačvahe.
Trdnjavo Amber je prvotno zgradil Radža Man Singh. Džai Singh I. jo je razširil v začetku leta 1600. Zaporedni vladarji so v naslednjih 150 letih izboljševali in dopolnjevali, dokler leta 1727 Kačvahe niso svoje prestolnice preselili v Džaipur v času Savai Džai Singha II.
V srednjem veku je bil Abmer znan kot Dhundar (kar pomeni, da so ga pripisali žrtvenemu hribčku na zahodnih mejah); vladali so mu Kačvahi od 11. stoletja dalje – med letoma 1037 in 1727 našega štetja, dokler se prestolnica ni preselila iz Abmerja v Džaipur. Zgodovina Abmerja je neizbrisno povezana s temi vladarji, saj so pri Abmerju ustanovili svoj imperij.

## Opis
Palača je razdeljena na šest ločenih, a glavnih delov, od katerih ima vsak svoja vhodna vrata in dvorišče. Glavni vstop je skozi Suraj Pol (Sončna vrata), ki vodi do prvega glavnega dvorišča. To je bil kraj, kjer so vojske prirejale parade zmage s svojimi vojnimi nagradami ob vrnitvi iz bitk, čemur so bile priča tudi ženske kraljeve družine skozi zamrežena okna. Ta vrata so bila zgrajena posebno in so bila opremljena s stražarji, saj so bila glavni vhod v palačo. Obrnjen je bil proti vzhodu proti vzhajajočemu soncu, od tod tudi ime. Kraljeve kavalkade in dostojanstveniki so vstopili v palačo skozi ta vrata.
Džaleb Čovk je arabski stavek, ki pomeni prostor za zbiranje vojakov. To je eno od štirih dvorišč palače Abmer, ki je bila zgrajena med vladavino Savai Džai Singha (1693–1743 AD). Maharadžini osebni telesni stražarji so tukaj prirejali parade pod poveljstvom poveljnika vojske ali Faudža Bakšija. Maharadža je pregledoval stražarski kontingent. Ob dvorišču so bili konjski hlevi, v zgornjih prostorih pa so bili stražarji.

### Prvo dvorišče
Impresivno stopnišče iz Džalebi Čovka vodi v glavno palačo. Tukaj, na vhodu na desni strani stopnišča, je tempelj Sila Devi, kjer so častili radžputski maharadže, začenši z maharadžo Mansinghom v 16. stoletju do 1980-ih, ko je bil ritual žrtvovanja živali (žrtvovanje bivola), ki ga je izvajala kraljeva družina ustavljen.
Ganeš Pol ali Ganešova vrata, poimenovana po hindujskem bogu Lordu Ganešu, ki odpravlja vse ovire v življenju, je vstop v zasebne palače maharadž. To je trinivojska stavba s številnimi freskami, ki so bile prav tako zgrajene po naročilu Mirze Radža Džai Singha (1621–1627). Nad temi vrati je Suhag Mandir, kjer so dame iz kraljeve družine opazovale prireditve v Divan-i-Aamu skozi zamrežena marmorna okna, imenovana džâlîs.

### Tempelj Sila Devi
Na desni strani Džalebi Čovk je majhen, a eleganten tempelj, imenovan tempelj Sila Devi (Sila Devi je bila inkarnacija Kali ali Durge). Vhod v tempelj je skozi dvojna vrata, prekrita s srebrom z visokim reliefom. Glavno božanstvo v svetišču obdajata dva leva iz srebra. Legenda, ki jo pripisujejo namestitvi tega božanstva, pravi, da je maharadža Man Singh iskal blagoslov od Kali za zmago v bitki proti radži Džesorju v Bengaliji. Boginja je naročila radži v sanjah, naj vzame njeno podobo iz morskega dna ter jo postavi in časti. Radža je po zmagi v bitki pri Bengaliji leta 1604 potegnil idola iz morja in ga namestil v tempelj ter ga poimenoval Sila Devi, saj je bil izklesan iz ene same kamnite plošče. Na vhodu v tempelj je tudi rezbarija boga Ganeša, ki je narejena iz enega samega kosa korale.
Druga različica instalacije Sila Devi pravi, da je Radža Man Singh, potem ko je premagal radža iz Džesoreja, prejel v dar črno kamnito ploščo, ki naj bi imela povezavo z epsko zgodbo Mahabharata, v kateri je Kansa na tem kamnu ubil starejše brate in sestre Krišne. V zameno za to darilo je Man Singh kraljestvo, ki ga je dobil, vrnil bengalskemu radži. Ta kamen je bil nato uporabljen za izklesanje podobe Durga Mahišasuramardini, ki je ubil demonskega kralja Mahišasuro in ga namestil v tempelj trdnjave kot Sila Devi. Sila Devi so od takrat naprej častili kot rodovno božanstvo družine Radžput iz Džaipurja. Vendar pa je njihovo družinsko božanstvo še naprej Džamva Mata iz Ramgarha.
Praksa, ki je povezana s tem templjem, so verski obredi žrtvovanja živali med festivalskimi dnevi Navrathri (devetdnevni festival, ki se praznuje dvakrat letno). Običajno so na osmi dan praznika pred templjem žrtvovali vodnega bivola in tudi koze, kar je bilo storjeno v prisotnosti kraljeve družine, ki jo je opazovalo veliko število vernikov. Ta praksa je bila prepovedana z zakonom iz leta 1975, nato pa je žrtvovanje potekalo na območju palače v Džaipurju, izključno kot zasebni dogodek, dogodek pa so spremljali le bližnji sorodniki kraljeve družine. Vendar pa je zdaj praksa žrtvovanja živali popolnoma ustavljena v prostorih templja in daritve boginji so samo vegetarijanske vrste.

### Drugo dvorišče
Na drugem dvorišču, navzgor po glavnem stopnišču dvorišča prve stopnje, je Divan-i-Aam ali dvorana za javno avdienco. Divan-i-Aam, zgrajen z dvojno vrsto stebrov, je dvignjena ploščad s 27 stebri, od katerih je vsak nameščen s kapitelom v obliki slona, z galerijami nad njim. Kot že ime pove, je radža (kralj) tukaj imel avdienco, da bi slišal in prejel peticije javnosti.

### Tretje dvorišče
Na tretjem dvorišču so bili zasebni prostori maharadže, njegove družine in spremljevalcev. Na to dvorišče se vstopi skozi Ganeš Pol, ki je okrašen z mozaiki in skulpturami. Dvorišče ima dve stavbi, eno nasproti druge, ločeni z vrtom, postavljenim v modi mogulskih vrtov. Stavba na levi strani vhodnih vrat se imenuje Džai Mandir, in je izvrstno okrašena s steklenimi intarziranimi ploščami in stropi z več ogledali. Ogledala so konveksne oblike in oblikovana z barvno folijo in barvo, ki bi se v času uporabe svetila pod svetlobo sveč. Znana tudi kot Šeeš Mahal (zrcalna palača) zaradi zrcalnih mozaikov in barvnega stekla - »bleščeča škatla z dragulji v utripajoči svetlobi sveč«. Šeeš mahal je zgradil kralj Man Singh v 16. stoletju in dokončan leta 1727. To je tudi leto ustanovitve države Džaipur.[28] Vendar se je večina tega dela v obdobju 1970–80 poslabšala, in je od takrat v procesu restavriranja in prenove. Stene okoli dvorane imajo izrezljane marmorne reliefne plošče. Dvorana nudi očarljive razglede na jezero Maota.
Na vrhu Džai Mandirja je Džas Mandir, dvorana za zasebno avdienco s cvetličnimi steklenimi vložki in reliefi iz alabastra.
Druga stavba, ki jo vidimo na dvorišču, je nasproti Džai Mandirja in je znana kot Suk Nivas ali Suk Mahal (Dvorana užitka). Do te dvorane se pride skozi vrata iz sandalovine. Stene so okrašene z marmornimi vložki z nišami, imenovanimi čînî khâna. Oskrba z vodo teče po odprtem kanalu, ki teče skozi to stavbo in ohranja okolico hladno, kot v klimatiziranem okolju. Voda iz tega kanala teče na vrt.

#### Čarobna roža
Posebna zanimivost tukaj je izrezljana marmorna plošča čarobna roža na dnu enega od stebrov okoli zrcalne palače, ki prikazuje dva lebdeča metulja; cvet ima sedem edinstvenih oblik, vključno z ribjim repom, lotosom, kobro s kapuco, slonovim rilcem, levjim repom, koruznim storžem in škorpijonom, od katerih je vsak viden s posebnim načinom delnega skrivanja plošče z rokami.

#### Vrt
Vrt, ki je med Džai Mandir na vzhodu in Suk Nivas na zahodu, oba zgrajena na visokih ploščadih v tretjem dvorišču, je zgradil Mirza Radža Džai Singh (1623–68). Oblikovan je na črtah Čarbagh ali mogulski vrt. Je v pogreznjeni postelji, oblikovan v šesterokotni obliki. Ima ozke kanale, obložene z marmorjem, okoli bazena v obliki zvezde s fontano v središču. Voda za vrt teče v kaskadah skozi kanale iz Suk Nivasa in tudi iz kaskadnih kanalov, imenovanih niše čini khana", ki izvirajo na terasi Džai Mandirja.

#### Tripoljska vrata
Tripoljna vrata pomenijo tri vrata. To je dostop do palače z zahodne strani. Odpirajo se v tri smeri, ena proti Džaleb Čovk, druga proti palači Man Singh in tretja proti Zenana Deorhi na jugu.

#### Levja vrata
Levja vrata, glavna vrata, so bila nekoč varovana vrata; vodijo do zasebnih prostorov v palači. Ime nakazuje moč. Zgrajena med vladavino Savai Džai Singha (1699–1743 n. št.) so prekrita s freskami; njihova poravnava je cik-cak, verjetno narejena tako iz varnostnih razlogov za obrambo pred vsiljivci.

### Četrto dvorišče
Na četrtem dvorišču so živele Zenane (ženske iz kraljeve družine, vključno s priležnicami ali ljubicami). Na tem dvorišču je veliko dnevnih sob, v katerih so prebivale kraljice in ki jih je obiskal kralj po svoji izbiri, ne da bi vedeli, katero kraljico je obiskal, saj se vse sobe odpirajo v skupni hodnik.

#### Palača Man Singha I.
Južno od tega dvorišča leži palača Man Singha I., ki je najstarejši del trdnjave palače. Gradnja palače je trajala 25 let in je bila dokončana leta 1599 med vladavino Radža Man Singha I. (1589–1614). To je glavna palača. Na osrednjem dvorišču palače je baradari ali paviljon s stebri; freske in barvne ploščice krasijo prostore v pritličju in zgornjih nadstropjih. Ta paviljon (ki je bil včasih zakrit zaradi zasebnosti) je bil uporabljen kot prizorišče srečanja maharani (kraljic kraljeve družine). Vse strani tega paviljona so povezane z več majhnimi sobami z odprtimi balkoni. Izhod iz te palače vodi v mesto Abmer, mesto dediščine s številnimi templji, veličastnimi hišami in mošejami.
V tem delu palače v Zenana Deorhiju so živele kraljice matere in radžine spremljevalke, kjer so bile tudi njihove spremljevalke. Kraljice matere so se močno zanimale za gradnjo templjev v mestu Abmer.

## Ohranjanje
Šest trdnjav Radžastana, in sicer trdnjava Amber, trdnjava Čitor, trdnjava Gagron, trdnjava Džaisalmer, Kumbhalgarh in trdnjava Ranthambore, je bilo vključenih na Unescov seznam svetovne dediščine med 37. srečanjem Odbora za svetovno dediščino v Phnom Penhu junija 2013. Bile so priznane kot serijska kulturna lastnina in primeri Radžputove vojaške hribovske arhitekture.
Mesto Abmer, ki je nepogrešljiva in neizogibna vstopna točka v palačo Abmer, je zdaj mesto dediščine, njegovo gospodarstvo pa je odvisno od velikega pritoka turistov (4000 do 5000 na dan v času največje turistične sezone). To mesto se razprostira na površini 4 kvadratne kilometre in ima osemnajst templjev, tri džainistične mandirje in tri mošeje. Svetovni spomeniški sklad ( World Monument Fund - WMF) ga je uvrstil med 100 ogroženih območij na svetu; sredstva za ohranjanje zagotavlja Robert Wilson Challenge Grant. Od leta 2005 je okoli 87 slonov živelo na ozemlju trdnjave, vendar naj bi jih bilo nekaj podhranjenih.
Organ za razvoj in upravljanje Abmer (ADMA) je na območju palače Abmer izvedel konzervatorska dela, ki so stala 8,88 milijona ameriških dolarjev. Vendar pa so bila ta prenovitvena dela predmet intenzivnih razprav in kritik glede njihove primernosti za ohranjanje zgodovinskih in arhitekturnih značilnosti starodavnih struktur. Drugo vprašanje, ki je bilo izpostavljeno, je komercializacija kraja.
Filmska enota, ki je snemala film v trdnjavi Abmer, je poškodovala 500 let staro streho, porušila staro apnenčasto streho Čand Mahala, izvrtala luknje za pritrditev kulis in nasula velike količine peska v Džaleb Čovku v popolnem neupoštevanju in kršitvi Zakon o spomenikih, arheoloških najdiščih in starinah (1961) Radžastana.[34] Džaipursko sodišče višjega sodišča v Radžastanu je posredovalo in ustavilo snemanje filma z ugotovitvijo, da »na žalost niso le javnost, ampak zlasti zadevne (sic) oblasti postale slepe, gluhe in neme zaradi bleščanja denarja. Takšni zgodovinski zaščiteni spomeniki so postale vir dohodka.«

## Zaskrbljenost zaradi zlorabe slonov
Več skupin je izrazilo zaskrbljenost glede zlorabe slonov in njihove trgovine ter izpostavilo, kar nekateri menijo, nehumano prakso jahanja slonov do kompleksa Jantarne palače.[35] Organizacija PETA in centralni organ živalskega vrta sta se lotila tega resnega vprašanja. Haathi gaon (vas slonov) naj bi kršila nadzor živali v ujetništvu in skupina PETA je našla slone, priklenjene z bolečimi konicami, slepe, bolne in poškodovane slone, ki so bili prisiljeni delati in slone s pohabljenimi okli in ušesi. Leta 2017 je organizator potovanj s sedežem v New Yorku napovedal, da bo za potovanje v trdnjavo Amber uporabil džipe namesto slonov, z besedami, da »ni vredno podpreti … nekaj resnično hudega ravnanja z živalmi.«

## V umetnosti in literaturi
Gravura slike trdnjave W. Purserja z naslovom Shuhur, Jeypore je bila objavljena v Fisher's Drawing Room Scrap Book, 1834, s poetično ilustracijo Letitie Elizabeth Landon.

## Galerija
- Svetel jutranji pogled na utrdbo Amer z druge strani ceste
- Trdnjava Amer je ponoči osvetljena
- Jezero Maota in Kesar Kjari (Vrt žafranov)
- Zunanje obzidje
- Spoj radžputanskega hindujskega in mogulskega islamskega sloga arhitekture
- Sattais Kačeri
- Drugo dvorišče Palača ogledal.
- Loki v Šeeš Mahal
- Reliefna srebrna umetnina v Šeeš Mahal
- Okno
- Predori znotraj utrdbe
- Zunanja vrata